# Juki Bhambri
Juki Bhambri (hindsky यूकी भांबरी, * 4. července 1992 Nové Dillí) je indický profesionální tenista. Na juniorském grandslamu zvítězil ve dvouhře Australian Open 2009, což z něj učinilo juniorskou světovou jedničku. Ve své dosavadní kariéře na okruhu ATP Tour vyhrál čtyři deblové turnaje. Na challengerech ATP a okruhu ITF získal devatenáct titulů ve dvouhře i čtyřhře.
Na žebříčku ATP byl ve dvouhře nejvýše klasifikován v dubnu 2018 na 83. místě a ve čtyřhře v březnu 2025 na 26. místě. Trénuje ho starší sestra Ankita Bhambriová.
V indickém daviscupovém týmu debutoval v roce 2009 johannesburskou světovou baráží proti Jihoafrické republice. Za rozhodnutého vítězného stavu vyhrál závěrečnou dvouhru nad Izakem van der Merwem a přispěl k postupu Indů do Světové skupiny 2010. Do června 2025 v soutěži nastoupil k patnácti mezistátním utkáním s bilancí 14–7 ve dvouhře a 2–2 ve čtyřhře.

## Tenisová kariéra
V juniorském tenise potvrdil roli nejvýše nasazeného ve dvouhře Australian Open 2009. Ve finále přehrál Němce Alexandrose Georgoudase. Po Krišnanovi a Paesovi se stal třetím indickým šampionem juniorského grandslamu. V následné klasifikaci se na začátku února 2009 stal juniorskou světovou jedničkou. Do finále debutového ročníku letní olympiády mládeže 2010 v Singapuru prošel přes Damira Džumhura. Skreč ve třetí sadě, proti Kolumbijci Juanu Sebastiánu Gómezi, kvůli křečím znamenala zisk sříbrné medaile.
V hlavní soutěži okruhu ATP Tour debutoval březnovým Sony Ericsson Open 2009 v Key Byscaine díky divoké kartě. Časnou porážku mu přivodil Argentinec Diego Junqueira z osmé světové desítky. První singlový zápas vyhrál v 18 letech na podzimním Proton Malaysian Open 2010 v Kuala Lumpuru, kde mu pouze dva gamy odebral malajsijský kvalifikant Si Yew-Ming. Poté však získal jen čtyři hry na světovou jedenáctku Davida Ferrera. Premiérové čtvrtfinále dvouhry na túře ATP dosáhl na divokou kartu během Chennai Open 2014 po výhře nad Carreñem Bustou a skreči od Itala Fabia Fogniniho. Jeho cestu soutěží však ukončil třicátý druhý muž pořadí Vasek Pospisil.

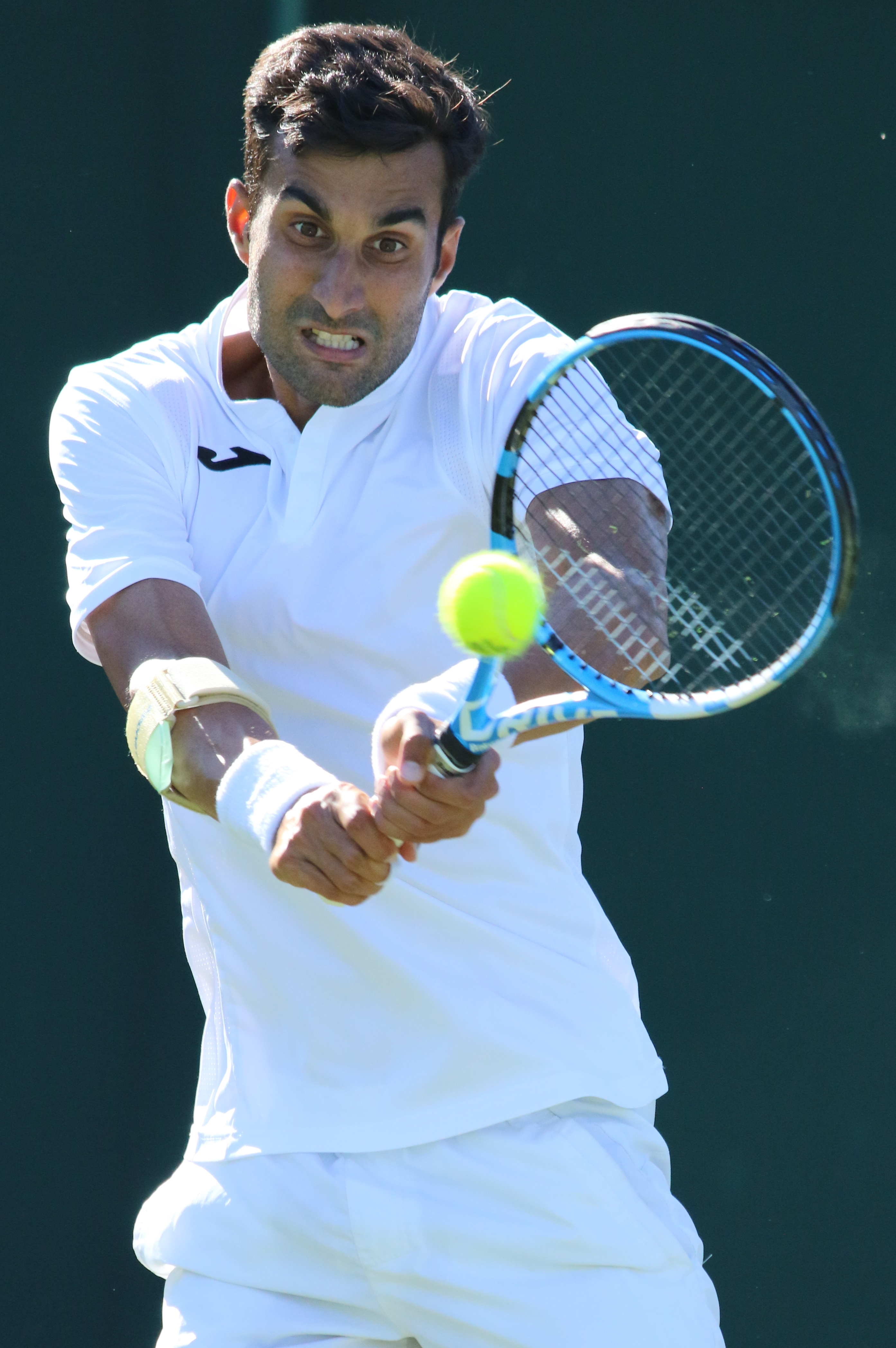
Bekhend ve Wimbledonu 2018

Podruhé se mezi poslední osmičku probojoval jako dvoustý hráč žebříčku na washingtonském Citi Open 2017, kde zvládl nástrahy kvalifikace. Ve druhém kole vyřadil obhájce trofeje a světovou dvaadvacítku Gaëla Monfilse, čímž dosáhl prvního vítězství nad členem Top 30. Nezastavil jej ani stý hráč žebříčku Guido Pella. Do semifinále jej, po třísetovém průběhu, nepustil Jihoafričan Kevin Anderson z konce elitní padesátky. Druhé kolo si pak zahrál na podzimním Kremlin Cupu 2017 v Moskvě.
Průlom do první světové stovky učinil 19. října 2015, když se posunul na 99. místo. Představoval tak třetího indického příslušnika elitní stovky za přechozích 20 let, po Paesovi a Devvarmanovi. Po vyřazení v úvodu kvalifikace US Open 2015 s Nišiokou mu k postupu žebříčkem dopomohl bodový zisk z podzimní sezóny 2015, v níž ovládl challengery v Šanghaji a Kao-siungu. Singlovým kariérním maximem se stala 83. příčka v dubnu 2018, jíž předcházelo třetí kolo na BNP Paribas Open, druhé na Miami Open a challengerová trofej z Tchaj-peje. Byl tak nejvýše postaveným Indem od šedesátého druhého Somdeva Devvarmana v červenci 2011.
V hlavní soutěži grandslamu debutoval v deblu Australian Open 2014 po boku Michaela Venuse. Ve třetím kole podlehli pátým nasazeným Paesovi se Štěpánkem. Třetí fázi grandslamu zopakoval až na US Open 2024 s Francouzem Albanem Olivettim. Singlové kvalifikace majoru se poprvé zúčastnil na Australian Open 2010, kde mu časnou porážku přivodil Jan Minář. Nástrahy grandslamové kvalifikační soutěže překonal až při její sedmé účasti, z níž postoupil do dvouhry Australian Open 2015. V úvodním kole však nenašel recept na světovou šestku a pozdějšího finalistu Andyho Murrayho. V následujícím ročníku melbournského majoru jej vyřadil Tomáš Berdych.
První titul na okruhu ATP Tour vybojoval ve čtyřhře travnatého Mallorca Championships 2023, do níž zasáhl s Jihoafričanem Lloydem Harrisem. Ve finále zdolali nizozemsko-rakouskou dvojici Robin Haase a Philipp Oswald po dvousetovém průběhu. Po skončení debutoval v první světové šedesátce deblové klasifikace. Druhou trofej přidal s Olivettim na mnichovské antuce BMW Open 2024. V závěrečném klání porazili Němce Andrease Miese a Jana-Lennarda Struffa po dvou zvládnutých tiebreacích. Společně pak ovládli i antukový Swiss Open Gstaad 2024 po rozhodujícím vítězství nad Francouzem Ugem Humbertem a Fabricem Martinem. Premiérovou trofej v úrovni ATP 500 získal na březnovém Dubai Tennis Championships 2025, kde triumfoval ve čtyřhře s Australanem Alexeim Popyrinem. Jednalo se o jejich první společně odehraný turnaj. V úvodu vyřadili první světový pár Arévala s Pavićem a ve finále druhou světovou dvojici, Fina Harriho Heliövaaru s Britem Henrym Pattenem. V tiebreaku druhé sady přitom odvrátili čtyři mečboly. V následném vydání žebříčku mu poprvé patřila 39. příčka.

## Finále na okruhu ATP Tour

### Čtyřhra: 8 (4–4)
| Legenda                   |
| ------------------------- |
| Grand Slam (0)            |
| Turnaj mistrů (0)         |
| ATP Tour Masters 1000 (0) |
| ATP Tour 500 (1–0)        |
| ATP Tour 250 (3–4)        |

| Stav      | č. | datum         | turnaj                         | kategorie | povrch    | spoluhráč       | soupeři ve finále                 | výsledek                |
| --------- | -- | ------------- | ------------------------------ | --------- | --------- | --------------- | --------------------------------- | ----------------------- |
| Vítěz     | 1. | červen 2023   | Mallorca, Španělsko            | ATP 250   | tráva     | Lloyd Harris    | Robin Haase Philipp Oswald        | 6–3, 6–4                |
| Finalista | 2. | říjen 2023    | Stockholm, Švédsko             | ATP 250   | tvrdý (h) | Julian Cash     | Andrej Golubjev Denys Molčanov    | 6–7(8–10), 2–6          |
| Vítěz     | 2. | duben 2024    | Mnichov, Německo               | ATP 250   | antuka    | Albano Olivetti | Andreas Mies Jan-Lennard Struff   | 7–6(8–6), 7–6(7–5)      |
| Finalista | 2. | květen 2024   | Lyon, Francie                  | ATP 250   | antuka    | Albano Olivetti | Harri Heliövaara Henry Patten     | 6–3, 6–7(4–7), [8–10]   |
| Vítěz     | 3. | červenec 2024 | Gstaad, Švýcarsko              | ATP 250   | antuka    | Albano Olivetti | Ugo Humbert Fabrice Martin        | 3–6, 6–3, [10–6]        |
| Finalista | 3. | září 2024     | Čcheng-tu, Čína                | ATP 250   | tvrdý     | Albano Olivetti | Sadio Doumbia Fabien Reboul       | 4–6, 6–4, [4–10]        |
| Vítěz     | 4. | březen 2025   | Dubaj, Spojené arabské emiráty | ATP 500   | tvrdý     | Alexei Popyrin  | Harri Heliövaara Henry Patten     | 3–6, 7–6(14–12), [10–8] |
| Finalista | 4. | červen 2025   | Mallorca, Španělsko            | ATP 250   | tráva     | Robert Galloway | Santiago González Austin Krajicek | 1–6, 6–1, [13–15]       |

## Tituly na challengerech ATP a okruhu ITF
| Legenda                  |
| ------------------------ |
| D – dvouhra; Č – čtyřhra |
| Challengery (7 D; 15 Č)  |
| ITF (12 D; 5 Č)          |

### Dvouhra (19 titulů)
| Č.  | datum         | turnaj               | okruh      | povrch | poražený finalista  | výsledek             |
| --- | ------------- | -------------------- | ---------- | ------ | ------------------- | -------------------- |
| 1.  | duben 2009    | Nové Dillí, Indie    | Futures    | antuka | Višnu Vardhan       | 7–6(7–1), 6–4        |
| 2.  | květen 2009   | Nové Dillí, Indie    | Futures    | antuka | Raven Klaasen       | 7–6(7–5), 7–6(7–5)   |
| 3.  | červenec 2009 | Nové Dillí, Indie    | Futures    | antuka | Rohan Gajjar        | 6–2, 7–6(8–6)        |
| 4.  | srpen 2009    | Nové Dillí, Indie    | Futures    | antuka | Višnu Vardhan       | 6–4, 6–3             |
| 5.  | říjen 2009    | Kalkata, Indie       | Futures    | antuka | Rupeš Roy           | 6–3, 7–6(7–4)        |
| 6.  | březen 2011   | Bombaj, Indie        | Futures    | antuka | Roko Karanušić      | 2–6, 7–5, 6–3        |
| 7.  | říjen 2011    | Lagos, Nigérie       | Futures    | antuka | Ruan Roelofse       | 7–5, 7–5             |
| 8.  | květen 2012   | Fergana, Uzbekistán  | Challenger | antuka | Amir Weintraub      | 6–3, 6–3             |
| 9.  | září 2013     | Tchaj-pej, Tchaj-wan | Futures    | antuka | Kento Takeuči       | 7–5, 6–4             |
| 10. | listopad 2013 | Traralgon, Austrálie | Challenger | antuka | Bradley Klahn       | 6–7(13–15), 6–3, 6–4 |
| 11. | listopad 2013 | Dillí, Indie         | Futures    | antuka | Sriram Baladži      | 6–2, 6–2             |
| 12. | únor 2014     | Čennaí, Indie        | Challenger | antuka | Alexandr Kudrjavcev | 4–6, 6–3, 7–5        |
| 13. | duben 2015    | Kárší, Uzbekistán    | Futures    | antuka | Dzmitryj Žyrmont    | 6–2, 6–4             |
| 14. | září 2015     | Šanghaj, Čína        | Challenger | antuka | Wu Ti               | 3–6, 6–0, 7–6(7–3)   |
| 15. | listopad 2015 | Puné, Indie          | Challenger | antuka | Jevgenij Donskoj    | 6–2, 7–6(7–4)        |
| 16. | prosinec 2016 | Hongkong, Čína       | Futures    | antuka | Šintaró Imai        | 6–4, 7–5             |
| 17. | únor 2017     | Čandígarh, Indie     | Futures    | antuka | Sriram Baladži      | 6–2, 6–2             |
| 18. | listopad 2017 | Puné, Indie          | Challenger | antuka | Ramkumar Ramanathan | 4–6, 6–3, 6–4        |
| 19. | duben 2018    | Tchaj-pej, Tchaj-wan | Challenger | Carpet | Ramkumar Ramanathan | 6–3, 6–4             |

### Čtyřhra (19 titulů)
| Č.  | datum         | turnaj                   | okruh      | povrch     | spoluhráč                | poražení finalisté                            | výsledek                   |
| --- | ------------- | ------------------------ | ---------- | ---------- | ------------------------ | --------------------------------------------- | -------------------------- |
| 1.  | říjen 2011    | Lagos, Nigérie           | Futures    | antuka     | Randžít Virali-Murugesan | Višnu Vardhan Karan Rastogi                   | 6–2, 7–5                   |
| 2.  | květen 2012   | Pusan, Jižní Korea       | Challenger | antuka     | Divij Šaran              | Lee Sin-chan Pcheng Sien-jin                  | 1–6, 6–1, [10–5]           |
| 3.  | červenec 2013 | Winnetka, Spojené státy  | Challenger | antuka     | Michael Venus            | Somdev Devvarman Jack Sock                    | 2–6, 6–2, [10–8]           |
| 4.  | únor 2014     | Čennaí, Indie            | Challenger | antuka     | Michael Venus            | Sriram Baladži Blaž Rola                      | 6–4, 7–6(7–3)              |
| 5.  | září 2014     | Šanghaj, Čína            | Challenger | antuka     | Divij Šaran              | Somdev Devvarman Sanam Singh                  | 7–6(7–2), 6–7(4–7), [10–8] |
| 6.  | květen 2015   | Karši, Uzbekistán        | Challenger | antuka     | Adrián Menéndez Maceiras | Sergej Betov Michail Jelgin                   | 5–7, 6–3, [10–8]           |
| 7.  | únor 2016     | Nové Dillí, Indie        | Challenger | antuka     | Maheš Bhúpatí            | Saketh Myneni Sanam Singh                     | 6–3, 4–6, [10–5]           |
| 8.  | březen 2021   | Lakhnaú, Indie           | Futures    | antuka     | Saketh Myneni            | Vidžaj Sundar Prašanth Vinajak Šarma Kaza     | 6–2, 6–3                   |
| 9.  | listopad 2021 | Gurugram, Indie          | Futures    | antuka     | Saketh Myneni            | S. D. Pradžwal Dev Riši Reddy                 | 6–4, 7–6(8–6)              |
| 10. | březen 2022   | Bhópál, Indie            | Futures    | antuka     | Saketh Myneni            | Lohithakša Bathrinath Abínav Sandžív Šanmugam | 6–4, 6–1                   |
| 11. | duben 2022    | Nové Dillí, Indie        | Challenger | antuka     | Saketh Myneni            | Anirudh Čandrasekar Višnu Vardhan             | 6–4, 6–2                   |
| 12. | duben 2022    | Salinas, Ekvádor         | Challenger | antuka     | Saketh Myneni            | JC Aragone Roberto Quiroz                     | 4–6, 6–3, [10–7]           |
| 13. | květen 2022   | Prostějov, Česko         | Challenger | antuka     | Saketh Myneni            | Roman Jebavý Andrej Martin                    | 6-3, 7-5                   |
| 14. | červenec 2022 | Porto, Portugalsko       | Challenger | antuka     | Saketh Myneni            | Nuno Borges Francisco Cabral                  | 6–4, 3–6, [10–6]           |
| 15. | srpen 2022    | Lexington, Spojené státy | Challenger | antuka     | Saketh Myneni            | Gijs Brouwer Aidan McHugh                     | 3–6, 6–4, [10–8]           |
| 16. | srpen 2022    | Mallorca, Španělsko      | Challenger | antuka     | Saketh Myneni            | Marek Gengel Lukáš Rosol                      | 6–2, 6–2                   |
| 17. | leden 2023    | Nonthaburi, Thajsko      | Challenger | antuka     | Saketh Myneni            | Christopher Rungkat Akira Santillan           | 2–6, 7–6(9–7), [14–12]     |
| 18. | duben 2023    | Girona, Španělsko        | Challenger | antuka     | Saketh Myneni            | Íñigo Cervantes Oriol Roca Batalla            | 6–4, 6–4                   |
| 19. | říjen 2023    | Brest, Francie           | Challenger | antuka (h) | Julian Cash              | Robert Galloway Albano Olivetti               | 6–7(5–7), 6–3, [10–5]      |